# 拉莉 (北達科他州)
拉莉（英語：Lallie）是位於美國北達科他州本森縣的非建制地區。

## 歷史
拉莉的郵局於1916年設立，其後於1936年停運。

## 地理
拉莉所處的海拔為高於海平面476米（即1562英呎），而該地所採用的時區為UTC-6，即北美中部时区（CST）。同時該地設有夏令時間，為UTC-6調快一小時，即UTC-5（CDT）。